# Бранко Бајић (фудбалер)
Бранко Бајић (Бијељина, 4. јуна 1998) босанскохерцеговачки је фудбалер, који тренутно наступа за Младост из Добоја код Какња. Висок је 178 центиметара и игра на позицији левог бека.

## Каријера
Бранко Бајић је рођен у Бијељини, где је прошао млађе селекције локалног фудбалског клуба, Радника. Он је првом тиму тог клуба прикључен као шеснаестогодишњак, а дебитовао је на сусрету 27. кола Премијер лиге Босне и Херцеговине за сезону 2014/15, ушавши у игру у 89. минуту утакмице против Сарајева. Он је и током наредне сезоне био члан првог тима, те паралелно наступао за омладинце. У такмичарској 2015/16. забележио је једну лигашку утакмицу, односно наступ у Купу Босне и Херцеговине, доприневши освајању тог такмичења.
По окончању сезоне, лета 2016, Бајић је напустио матични клуб и прешао у београдски Чукарички, а вредност трансфера процењена је на 30 хиљада евра. У Чукаричком се задржао до краја календарске године, игравши углавном за омладински састав тог клуба, док је почетком наредне године раскинуо уговор и вратио се у родну Бијељину. По напуштању Чукаричког, Бајић је током краћег периода форму одржавао са матичним Радником.
Почетком марта 2017, Бајић је прешао у словачку Дунајску Стреду, док је неколико дана касније дебитовао за резервисте тог клуба, на пријатељској утакмици. Бајић је до краја сезоне 2016/17. наступао за младу екипу Дунајске Стреде, док је уписао и један наступ за резервни састав. Бејић је затим, лета 2017. потписао професионални уговор са клубом, у трајању од три години, док је одмах потом прослеђен Вракуњу, развојној екипи, где је у наредном периоду наступао у лиги трећег степена. Он је на утакмици 22. кола тог такмичења, против екипе Слована Дусло Шаље, претрпео повреду повреду колена, те је из игре изашао у 20. минуту, након чега је пропустио остатак сезоне.
За први тим Дунајске Стреде дебитовао је на утакмици трећег кола Купа Словачке, 8. августа 2018, ушавши у игру уместо Матеа Виде у 81. минуту сусрета са Пуховом. Почетком фебруара 2019, Бајић је прешао у сарајевски Жељезничар, са којим је потписао уговор на годину и по дана. Лета исте године, Бајић је потписао двогодишњи уговор са екипом Младости из Добоја код Какња.

## Репрезентација
Бајић је био члан кадетске репрезентације Босне и Херцеговине у квалификацијама за Европско првенство 2015. године. Он је тада наступио на 6 утакмица, док је његова екипа учешће окончала као трећа у групи, без пласмана на завршни турнир у Бугарској. Бајић је у мају 2016. добио позив селектора Тонија Карачића за омладински састав Босне и Херцеговине, те је крајем истог месеца наступио на две пијатељске утакмице против одговарајуће селекције репрезентације Србије, у Спортском центру Вујадин Бошков у Новом Саду.

## Начин игре
Бајић је 178 центиметара високи фудбалер, који најчешће наступа на позицији левог бека. Он је у сениорском фудбалу дебитовао за матични Радник из Бијељине, као шеснаестогодишњак. Након једне полусезоне коју је провео у омладинској екипи Чукаричког, током друге половине 2016, Бајић је прешао у словачку Дунајску Стреду почетком наредне године. Приликом потписивања за Дунајску Стреду, Бајић је представљен као играч за будућност који поседује убојиту леву ногу, изразиту брзину и добру технику. Убрзо је прикључен раду са првом екипом, док је до краја такмичарске 2016/17. играо за омладински састав. На утакмици лиге младих тимова, против екипе Дукле из Банске Бистрице, Бајић је постигао гол директно из корнера, док је током сусрета уписао и асистенцију у победи свог тима резултатом 3ː0. Након одрађених летњих припрема са првим тимом и неколико запажених партија на пријатељским утакмицама, Бајић је у јулу 2017. потписао професионални уговор са клубом.

## Статистика

#### Клупска
| Клуб                | Сезона   | Лига                              | Лига    | Лига   | Национални куп | Национални куп | Европа  | Европа | Остало  | Остало | Укупно  | Укупно |
| Клуб                | Сезона   | Дивизија                          | Наступа | Голова | Наступа        | Голова         | Наступа | Голова | Наступа | Голова | Наступа | Голова |
| ------------------- | -------- | --------------------------------- | ------- | ------ | -------------- | -------------- | ------- | ------ | ------- | ------ | ------- | ------ |
| Радник Бијељина     | 2014/15. | Премијер лига Босне и Херцеговине | 1       | 0      | —              | —              | —       | —      | —       | —      | 1       | 0      |
| Радник Бијељина     | 2015/16. | Премијер лига Босне и Херцеговине | 1       | 0      | 1              | 0              | —       | —      | —       | —      | 2       | 0      |
| Радник Бијељина     | Укупно   | Укупно                            | 2       | 0      | 1              | 0              | —       | —      | —       | —      | 3       | 0      |
| Чукарички           | 2016/17. | Суперлига Србије                  | 0       | 0      | 0              | 0              | 0       | 0      | —       | —      | 0       | 0      |
| Вракуњ (позајмица)  | 2016/17. | Трећа лига Словачке               | 1       | 0      | —              | —              | —       | —      | —       | —      | 1       | 0      |
| Вракуњ (позајмица)  | 2017/18. | Трећа лига Словачке               | 19      | 0      | —              | —              | —       | —      | —       | —      | 19      | 0      |
| Вракуњ (позајмица)  | Укупно   | Укупно                            | 20      | 0      | —              | —              | —       | —      | —       | —      | 20      | 0      |
| Дунајска Стреда     | 2016/17. | Суперлига Словачке                | 0       | 0      | 0              | 0              | —       | —      | —       | —      | 0       | 0      |
| Дунајска Стреда     | 2017/18. | Суперлига Словачке                | 0       | 0      | 0              | 0              | —       | —      | —       | —      | 0       | 0      |
| Дунајска Стреда     | 2018/19. | Суперлига Словачке                | 0       | 0      | 1              | 0              | 0       | 0      | —       | —      | 1       | 0      |
| Дунајска Стреда     | Укупно   | Укупно                            | 0       | 0      | 1              | 0              | 0       | 0      | —       | —      | 1       | 0      |
| Жељезничар Сарајево | 2018/19. | Премијер лига Босне и Херцеговине | 1       | 0      | —              | —              | —       | —      | —       | —      | 1       | 0      |
| Младост Добој Какањ | 2019/20. | Премијер лига Босне и Херцеговине | 3       | 0      | 0              | 0              | —       | —      | —       | —      | 3       | 0      |
| Каријера            | Каријера | Каријера                          | 26      | 0      | 2              | 0              | 0       | 0      | —       | —      | 28      | 0      |

- Ажурирано 7. августа 2019. године.[3]

## Трофеји и награде

### Екипно
Радник Бијељина
- Куп Босне и Херцеговинеː 2015/16.[6]